# 南里有隣
南里 有隣（なんり ゆうりん、1812年2月23日（文化9年1月11日） - 1864年11月13日（元治元年10月14日））は、江戸時代後期の国学者。通称は伝作、名は元易・居易、号は松門。
現在の佐賀県佐賀市東田代町の鍋島藩士の家に生まれた。江戸で塙塾に入り国学を学んだ。27歳の頃帰藩、藩学弘道館の皇学寮が和学寮と称した際29歳で教授となり、藩主鍋島直正の姫に和歌を教えた。私塾の本教館でも神道を講じ和歌を教え、53歳で歿した。

## 著作
- 『日本書紀神代巻註』
- 『湯津爪櫛』
- 『日本紀神代訓義』
- 『神代書紀類説』
- 『神秘書』
- 『神理十要』[6]
- 『真教十要』[7]
- 『真教十要』
- 『神伝広意』
- 『設奨録』
- 『真教概論』[8]
- 『大祓詞余考』
- 『古史伝抄』
- 『うつしみ』（神道講義の草稿の断片）